# Mons Song
Il Mons Song è una struttura geologica della superficie della Luna.